# Muhammad ibn al-Hanafīya
Muhammad ibn al-Hanafīya (arabisch محمد ابن الحنفية, DMG Muḥammad ibn al-Ḥanafīya ‚Muhammad, der Sohn der Hanafitin‘; geb. 637/638, gest. 700/701) war der Sohn von ʿAlī ibn Abī Tālib und Chaula bint Dschaʿfar, einer Frau aus dem Stamm der Banū Hanīfa, die deswegen „die Hanafitin“ genannt wurde. Sie war nach der Niederlage ihres Stammes während der Ridda-Kriege im Jahr 633 als Sklavin nach Medina gebracht worden und in ʿAlīs Besitz gelangt. Anders als seine Halbbrüder Hasan und Husain war Muhammad kein Enkelsohn des Propheten Mohammed. Er wurde während des Zweiten Bürgerkriegs (680–692) von den Schiiten als Imam und Mahdi betrachtet und spielte danach eine zentrale Rolle in den Lehren der Kaisānīya.

## Rolle während des Zweiten Bürgerkrieges und danach
Nach dem Tod von al-Husain in der Schlacht von Kerbela (680) wurde Ibn al-Hanafīya zum Gegenstand messianischer Erwartungen der Schia. Vor der Schlacht von Harra (683) siedelte er von Medina nach Mekka über und ließ sich bei ʿAbdallāh ibn ʿAbbās im Tal (šiʿb) von Minā nieder, wo die Banū Hāschim lebten. Als ʿAbdallāh ibn az-Zubair im September 683 Mekka einnahm, rief er sich nach dem Tod des umaiyadischen Kalifen Yazid I. zum Kalifen aus, in der Erwartung, dass die Banū Hāschim in Mekka ihn rasch unterstützen würden, um gemeinsam gegen die Umaiyaden vorzugehen. Zwischen Muhammad ibn al-Hanafīya und ʿAbdallāh ibn az-Zubair herrschte zu dieser Zeit wahrscheinlich keine Sympathie, denn Jahrzehnte zuvor, als sie noch junge Männer waren, hatten sie in der Kamelschlacht gegeneinander gekämpft, und Ibn al-Hanafīyas Vater hatte im Kampf gegen Ibn az-Zubairs Vater den Sieg davon getragen. Zusammen mit Ibn ʿAbbās durchkreuzte Ibn al-Hanafīya Ibn az-Zubairs Pläne, indem er seine Treueid zurückhielt und erklärte, dass er lieber warten wollte, bis ein einzelner Kandidat einen breiten Konsens der muslimischen Gemeinschaft erlangt habe. Die von den Medinern gegen den Kalifen Yazid I. erhobenen Anschuldigungen erklärte er für falsch. Ibn al-Zubair ließ daraufhin eine Blockade (ḥiṣār) gegen Ibn al-Hanafīya und seinen Clan zu errichten und sperrte sie so in ihrem Tal in Mekka ein.
Im Oktober 685 verlor Ibn az-Zubair die Stadt Kufa an den schiitischen Rebellen al-Muchtār ibn Abī ʿUbaid, der selbst behauptete, seinen Aufstand im Namen von Ibn al-Hanafīya durchzuführen, und Ibn al-Hanafīya den Mahdi-Titel antrug. Als einige Leute aus Kufa zu ihm kamen, um seine Haltung gegenüber al-Muchtār zu klären, gab er ihnen lediglich eine diplomatische Antwort, die unverbindlich war, jedoch von ihnen als eine Art Zustimmung interpretiert wurde, da er sich nicht eindeutig von ihnen lossagte. Als Ibn az-Zubairs Haltung ihm gegenüber immer feindseliger wurde und er ihn mit mehreren Verwandten, darunter auch ʿAbdallāh ibn ʿAbbās, in Mekka inhaftierte, sah Ibn al-Hanafīya keinen anderen Ausweg, als al-Muchtār um Hilfe zu bitten. Dieser schickte sofort eine Kavallerieeinheit nach Mekka und befreite Muhammad mit den anderen Gefangenen, vermied jedoch auf seinen ausdrücklichen Befehl einen Konflikt mit den Truppen Ibn az-Zubair, um nicht den Heiligen Bezirk durch Blutvergießen zu entweihen. Das von al-Muchtār entsandte Kontingent war von keulenschwingenden Mawālī begleitet, die in den Quellen als „Chaschabīya“ bezeichnet werden.
Über den Ort, an dem Muhammad ibn al-Hanafīya eingesperrt war, gibt es unterschiedliche Angaben. Während einige Quellen Ibn az-Zubairs berüchtigtes ʿĀrim-Gefängnis als Ort der Inhaftierung angeben, heißt es in anderen, dass er in dem Raum der Zamzam-Quelle inhaftiert gewesen sei. Wiederum anderen Berichten zufolge brachte Ibn al-Zubair Ibn al-Hanafīya und seine Gefährten in provisorischen Häusern bzw. in einem großen Pferch unter. Sean Anthony vermutet, dass es diese provisorischen Bauten waren, aus denen die kufischen Truppen Ibn al-Hanafīya und seine Gefährten befreiten.
Muhammad ibn al-Hanafīya zog nach seiner Befreiung mit seiner Familie wieder nach Minā zurück und begab sich später nach at-Tā'if. Er hatte in dieser Zeit keinen Kontakt mehr mit al-Muchtār und wurde deswegen auch nicht kompromittiert, als der Aufstand in Kufa scheiterte und al-Muchtār 686/87 fiel. Ibn al-Hanafīya soll sich an den Grundsatz gehalten haben, nur einen Herrscher anzuerkennen, auf den sich die gesamte muslimische Gemeinschaft einigen konnte. Deshalb leistete er während des Zweiten Bürgerkriegs weder ʿAbdallāh ibn az-Zubair, noch dem mit ihm rivalisierenden Umaiyaden ʿAbd al-Malik die Baiʿa. Er trat deswegen bei der denkwürdigen Wallfahrt des Jahres 688 neben den Zubairiden, Umaiyaden und Charidschiten als unabhängiges Parteihaupt auf. Erst als sich nach dem Sturz von Ibn az-Zubair im Jahre 692 ʿAbd al-Malik als das unangefochtene neue Haupt der muslimischen Gemeinschaft herausstellte, erkannte er diesen als legitimen Herrscher an und besuchte ihn 697-98 in Damaskus. Danach kehrte er nach Medina zurück, wo er 81/700-1 starb.
Dass Muhammad ibn al-Hanafīya die guten Dinge dieser Welt mochte, geht aus den hohen Forderungen hervor, die er an ʿAbd al-Malik zur Begleichung seiner Schulden und jährlichen Renten für seine Kinder, Verwandten und Kunden richtete; Es gibt auch Hinweise darauf, dass er eine Vorliebe für feine Kleidung und Kosmetika hatte. Ein Traditionarier wird mit den Worten zitiert: „Ich sah, daß Muhammad ibn al-Hanafīya sich verschiedener Färbemittel bediente. Er gestand mir, dass sein Vater ʿAlī solche Schönheitsmittel nicht zu gebrauchen pflegte. Warum tust du es denn? … ‚Um den Frauen mit Erfolg den Hof zu machen‘, war die Antwort.“

## Rolle in den Glaubenslehren der Kaisānīya
Nach Muhammads Tod verbreiteten Schiiten in Kufa den Glauben, er sei nicht tot, sondern lebe in einer Art Feenkönigreich auf dem Hügel von Radwā westlich von Medina, von wo er als siegreicher Anführer einer Armee zurückkehren würde. Dies war eine Idee, die schon vorher ʿAbdallāh ibn Saba' bezüglich ʿAlī ibn Tālib verbreitet hatte. Die schiitische Gruppe, die diese Idee auf ihn übertrug, wird in der islamischen Doxographie Kaisānīya genannt. Sie ging davon aus, dass es insgesamt vier Imame gibt, nämlich ʿAlī ibn Abī Tālib und seine drei Söhne al-Hasan, al-Husain und Muhammad ibn al-Hanafīya. Eine Gruppe der Kaisāniten lehrte später, dass Muhammad das Imamat an seinen Sohn Abū Hāschim vererbt habe.

## Nachkommen
Neben seinem Sohn Abū Hāschim ʿAbdallāh ibn Muhammad (gest. 716) hatte Muhammad noch einen Sohn namens Hasan. Auf ihn wird ein „Buch der Aufschiebung“ (Kitāb al-Irǧāʾ) zurückgeführt, in dem die Lehre entwickelt wird, dass entsprechend Sure 9:106 das Urteil über die Menschen, die sich an der Fitna beteiligt hätten, also Talha, az-Zubair, ʿAlī und ʿUṯmān, aufgeschoben werden müsse. Mit dieser Schrift gilt Hasan als Begründer der religiös-politischen Bewegung der Murdschiʾa. Ob der Text wirklich von Hasan stammt, ist allerdings nicht gesichert.

## Belege
1. 1 2  Buhl: “Muḥammad Ibn al-Ḥanafiyya”. 1936, S. 722b.
2. ↑  Anthony: “The Meccan Prison of ʿAbdallāh b. al-Zubayr and the Imprisonment of Muḥammad b. al-Ḥanafiyya”. 2016, S. 12.
3. ↑  Anthony: “The Meccan Prison of ʿAbdallāh b. al-Zubayr and the Imprisonment of Muḥammad b. al-Ḥanafiyya”. 2016, S. 11f.
4. 1 2  Anthony: “The Meccan Prison of ʿAbdallāh b. al-Zubayr and the Imprisonment of Muḥammad b. al-Ḥanafiyya”. 2016, S. 12.
5. 1 2  Buhl: “Muḥammad Ibn al-Ḥanafiyya”. 1936, S. 723.
6. ↑  Anthony: “The Meccan Prison of ʿAbdallāh b. al-Zubayr and the Imprisonment of Muḥammad b. al-Ḥanafiyya”. 2016, S. 13f.
7. ↑  Anthony: “The Meccan Prison of ʿAbdallāh b. al-Zubayr and the Imprisonment of Muḥammad b. al-Ḥanafiyya”. 2016, S. 21.
8. ↑  Zitiert nach Ignaz Goldziher, Vorlesungen über den Islam. Carl Winter, Heidelberg 1910. Bd. I, S. 148f. Digitalisat
9. ↑  Abū Saʿīd Našwān al-Ḥimyarī: al-Ḥūr al-ʿīn ʿan kutub al-ʿilm aš-šarāʾif dūna n-nisāʾ al-ʿafāʾif. Dār Āzāl, Beirut, 1985. S. 213–215.
10. ↑  Vgl. Josef van Ess: Theologie und Gesellschaft im 2. und 3. Jahrhundert Hidschra. Eine Geschichte des religiösen Denkens im frühen Islam. Band I. Berlin-New York 1991. S. 13f, 174–178. Eine Übersetzung des Textes findet sich im V. Band, S. 6–12.

| Personendaten    | Personendaten                                         |
| ---------------- | ----------------------------------------------------- |
| NAME             | Muhammad ibn al-Hanafīya                              |
| ALTERNATIVNAMEN  | Muḥammad ibn al-Ḥanafiyya; Muhammad ibn al-Hanafiyyah |
| KURZBESCHREIBUNG | Sohn Alis mit einer seiner Sklavinnen                 |
| GEBURTSDATUM     | 7. Jahrhundert                                        |
| STERBEDATUM      | um 700                                                |